# Dúlóújfalu
Dúlóújfalu (szlovákul: Dulov) község Szlovákiában, a Trencséni kerületben, az Illavai járásban. Dúló és Pruszkaújfalu egyesülésével jött létre.

## Fekvése
Illavától 4 km-re északra, a Vág jobb partján fekszik.

## Története

### Dúló
1259-ben említik először, s a középkorban az Egresdy és a gróf Cseszneky család birtoka volt. A későbbiekben a gróf Königsegg család és kisebb nemesek rendelkeztek itt nagyobb földbirtokkal.
A 18. század végén Vályi András így ír róla: „DÚLÓ. vagy Dulók. Tót falu Trentsén Vármegyében, földes Ura Gróf Königszek, és más Uraságok, lakosai katolikusok, fekszik Pruszkához meszsze, ’s ennek filiája, Ujfalunak szomszédságában, a’ közepső járásban, határbéli földgye termékeny, fája, legelője elég, ’s szép tulajdonságaihoz képest, első Osztálybéli.”
Fényes Elek 1851-ben kiadott geográfiai szótárában így ír a faluról: „Dulov, Trencsén vm. tót falu, Pruszkához egy óra, kicsiny de jó határral, 93 kath. lak. F. u. gr. Königsegg. Ut. p. Trencsén.”

### Pruszkaújfalu
Szintén Egresdy-birtok volt, azonban idővel nemesi községgé alakult, s lakóinak többsége adómentességet élvezett.
A 18. század végén Vályi András így ír róla: „ÚJFALU. Trentsén Várm. földes Urai több Urak, lakosai külömbfélék, fekszik Pruszkához közel, és annak filiája; határja meglehetős.”
Fényes Elek 1851-ben kiadott geográfiai szótárában így ír a faluról: „Ujfalu (Pruszka) Trencsén m. tót falu, 396 kath., 4 zsidó lak. F. u. többen.”

### Dúlóújfalu
A 19. század második felében jött létre Dúló és Pruszkaújfalu egyesítésével. A trianoni békéig Trencsén vármegye Puhói járásához tartozott.

## Népessége
| Év:            | 1994. | 2004.   | 2014.   | 2024.   |
| -------------- | ----- | ------- | ------- | ------- |
| Emberek száma: | 916   | 926     | 921     | 888     |
| Eltérés:       |       | +1,09 % | -0,53 % | -3,58 % |

| Év:            | 2023. | 2024.   |
| -------------- | ----- | ------- |
| Emberek száma: | 899   | 888     |
| Eltérés:       |       | -1,22 % |

1910-ben 554 lakosából 526 szlovák, 12 magyar, 6 német és 10 egyéb anyanyelvű lakosa volt. Ebből 542 római katolikus és 12 izraelita vallású volt.
1980-ban 1080 lakosából 1077 szlovák volt.
2001-ben 919 lakosából 906 szlovák volt.
2011-ben 934 lakosából 903 szlovák volt.
2021-ben 918 lakosából 890 szlovák, (+4) cigány, 3 egyéb és 25 ismeretlen nemzetiségű volt.

## Nevezetességei
- Római katolikus temploma 2000-ben épült a korábbi egyházi iskola helyén.